# Mamnoon Hussain
Mamnoon Hussain (en urdu: ممنون حسین) (Agra, 23 de diciembre de 1940-Karachi, 14 de julio de 2021) fue un empresario y político pakistaní, fue presidente de su país desde el 8 de septiembre de 2013 al 9 de septiembre de 2018. También fue gobernador de Sindh por un período muy corto, del cual fue destituido por un golpe de Estado militar en 1999.

## Vida personal
Mamnoon Hussain proviene de una familia de habla urdu y nació en Agra, India británica. Emigró junto a su familia a Karachi después de la partición de la India en 1949. Obtuvo su licenciatura en el Instituto de Administración de Empresas (IBA) en Karachi en 1960. Fue presidente de la Cámara de Comercio e Industria de Karachi. Fue brevemente gobernador de Sindh en 1999. Hussain es un empresario textil, figura importante de la Liga Musulmana de su país.

## Carrera política
Azhar Haroon, actual presidente de la Cámara de Comercio e Industria de Karachi es citado por haber dicho: «No tenía ninguna afiliación política hasta 1999, pero su amable discurso y la capacidad profesional impresionó a Nawaz Sharif, quien lo hizo gobernador de Sindh». Es una figura relativamente menos conocido, leal a Nawaz Sharif, y elegido como el 12.º presidente de Pakistán, como el candidato oficial de la LMP (N) en las elecciones presidenciales de julio de 2013. Hussain consiguió 432 votos, y su único rival, Wajihuddin Ahmed recibió 77.

## Muerte
Fue diagnosticado con cáncer en febrero de 2020. Murió a causa de la enfermedad el 14 de julio de 2021.